# Daria Martynyuk
Daria Martynyuk (en russe : Дарья Мартынюк), née le 15 mars 1994, est une escrimeuse russe, spécialiste de l'épée.

## Palmarès
- Championnats du monde
  -  Médaille d'argent par équipes aux championnats du monde 2017 à Tbilissi[1]